# Lilium jankae

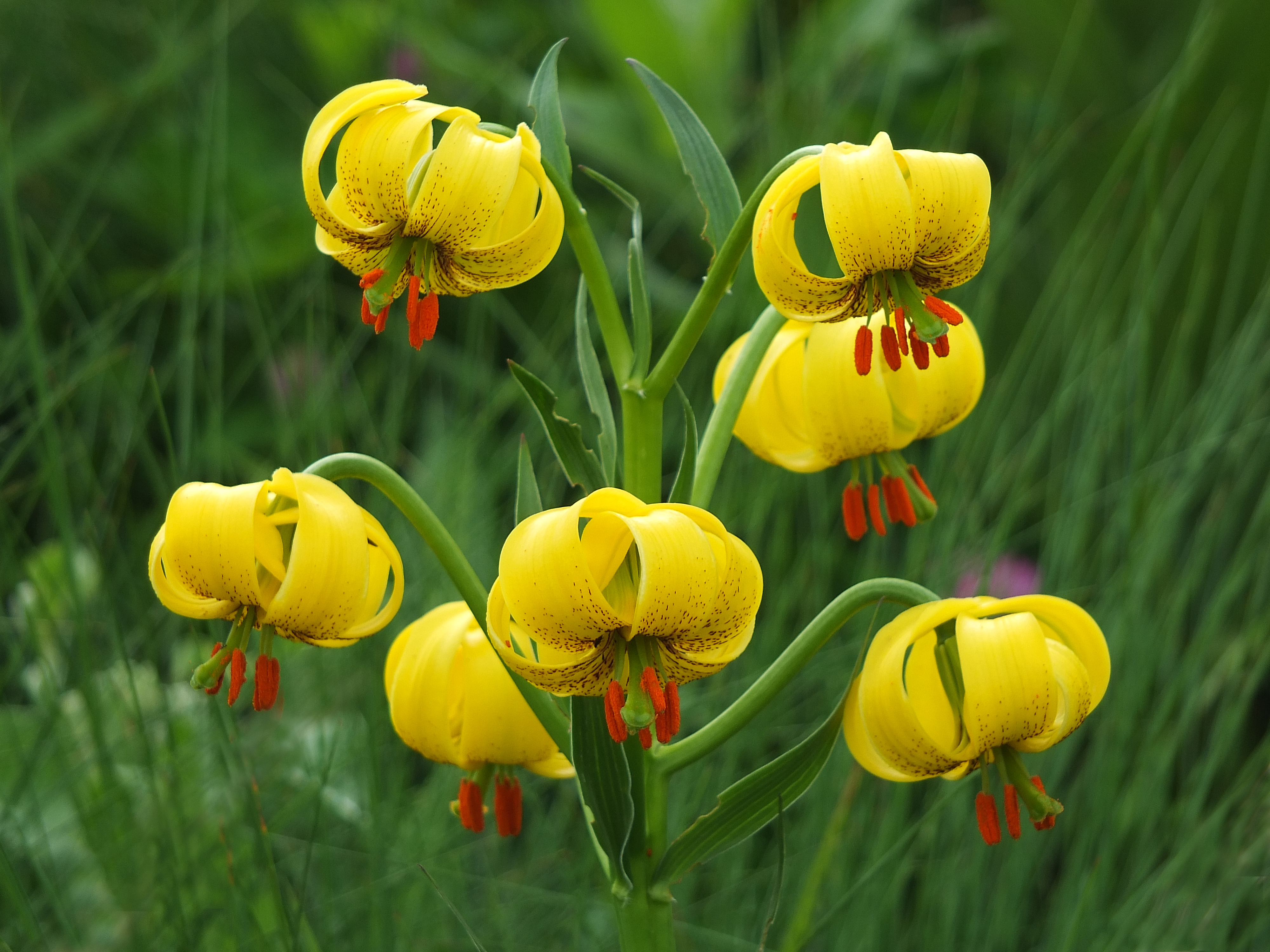
Lilium jankae.

Lilium jankae é uma espécie de planta com flor, pertencente à família Liliaceae.
A planta é nativa da Bósnia e Herzegovina, Croácia, Sérvia e Bulgária.